# 위스키 반란
위스키 반란(Whiskey Rebellion 또는 사용 빈도는 낮지만 위스키 폭동, Whiskey Insurrection)는 1791년에 시작하여 1794년 폭동까지 이어진 민중 봉기이다. 조지 워싱턴 정권은 정부가 국채를 상환하기 위해 위스키에 과세하기로 결정했다. 이것이 시민을 격앙시켜 반란으로 이어졌다.

## 1791년 위스키세

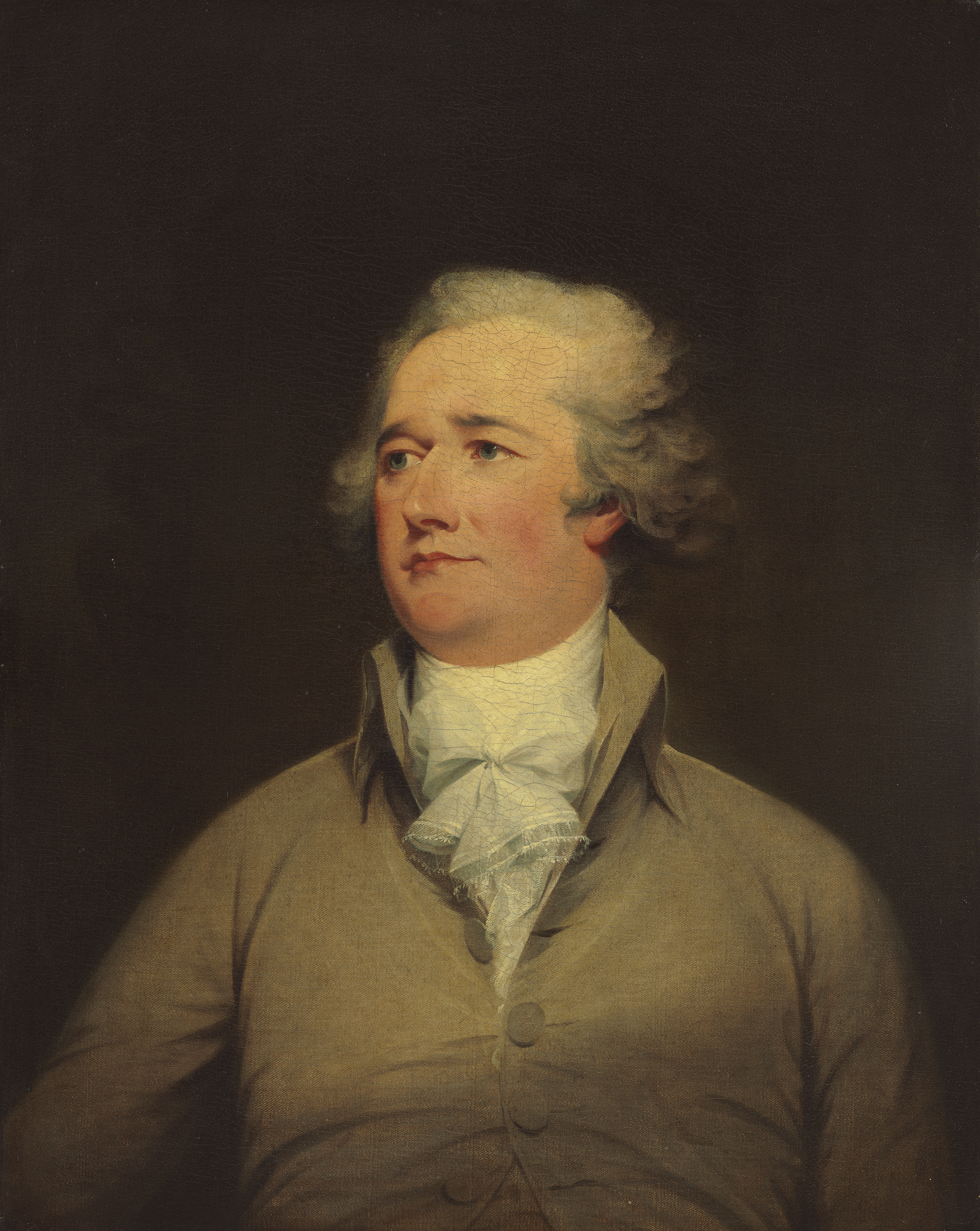
존 트럼불이 1792년에 그린 알렉산더 해밀턴 초상화

시작된 지 얼마 되지 않은 미국 신생 정부는 초대 재무장관 알렉산더 해밀턴의 요청으로 미국 독립 전쟁 지게 된 부채를 인수했다. 1791년 해밀턴은 미국 의회에 증류주와 운송비용에 과세를 할 수 있도록 요청했다. 해밀턴이 과세를 하려 했던 주된 명분은 ‘국채를 상환하기 위한 것’이었지만, “세입 감소가 원인이라기보다는 사회적 규율을 지키는 수단”으로 과세를 정당화했던 것이다. 그러나 가장 중요한 것은 해밀턴이 “새로운 연방 정부의 권력 강화 보장을 원한다”는 것이었다.
의회는 이 세제를 소규모 증류업자는 갤런 당으로, 대규모 증류업자에게는 정액으로 세금을 지불할 수 있도록 고안했다. 따라서 이 세제가 미친 영향은 대규모 업체보다 소규모 사업자들에 더 큰 영향을 가져왔다. 당시 대통령이었던 조지 워싱턴은 그런 위스키 대형 생산업자 중 한 명이었다. 대형업자의 세율은 갤런 당 6센트 정도로 평가되었고, 소규모 사업자의 경우 갤런 당 9센트에 달했다. 그러나 서부 개척자들은 돈이 풍족하지 못한 이유도 있었지만, 시장도 멀었고 접근할 수 있는 좋은 도로도 없었기 때문에 비교적 휴대하기 쉬운 증류주에, 발효 증류하는 것 외에 곡물을 시장에 내놓을 실질적인 수단이 없었다. 또한 서부 농부들 사이에서는 위스키는 교환의 도구, 즉 물물 교환 상품으로 사용되는 경우가 다반사였다.
위스키에 대한 과세가 진행되면서 변경의 코히아(남부 산악 지역의 농민) 사이에서 심한 반발을 불러왔다. 서부 농부들은 전통적으로 남은 곡물을 주류로 만들었기 때문에, 불공평한 차별이라고 생각했다. 과세의 취지는 위스키를 제조하는 자에게 영향을 미치고, 구입하는 사람은 처벌받지 않았기 때문에 많은 농부에 직접적으로 영향을 받았다. 많은 항의 집회가 열렸고 미국 독립 전쟁 이전 1765년의 인지세법에 대한 반대를 연상시키는 상황이 벌어졌다.
1791년 펜실베이니아의 남서부 머논가힐라 강 유역에 있는 워싱턴 군 근처에서 격렬한 반발이 시작되었다.
펜실베이니아주에서 조지아주까지 서부(이 시대는 현재 동해안 서부산악 지대)의 군부는 세무원을 희롱하는 운동에 참여했다. ‘위스키 보이’는 메릴랜드, 버지니아, 노스캐롤라이나와 사우스캐롤라이나에서 폭력 시위도 마다하지 않았다.

## 같이 보기
- 밀조주